# Dmytro Baranovskyy
Pour les articles homonymes, voir Baranovski.
Dmytro Baranovskyy ou Dmitri Baranovski (né le 28 juillet 1979 à Bila Tserkva) est un athlète ukrainien, spécialiste du fond et du marathon.
En 2005, il a remporté le marathon de Fukuoka. L'an suivant, il y porte son record à 2 h 7 min 15.